# 파넬라 치즈

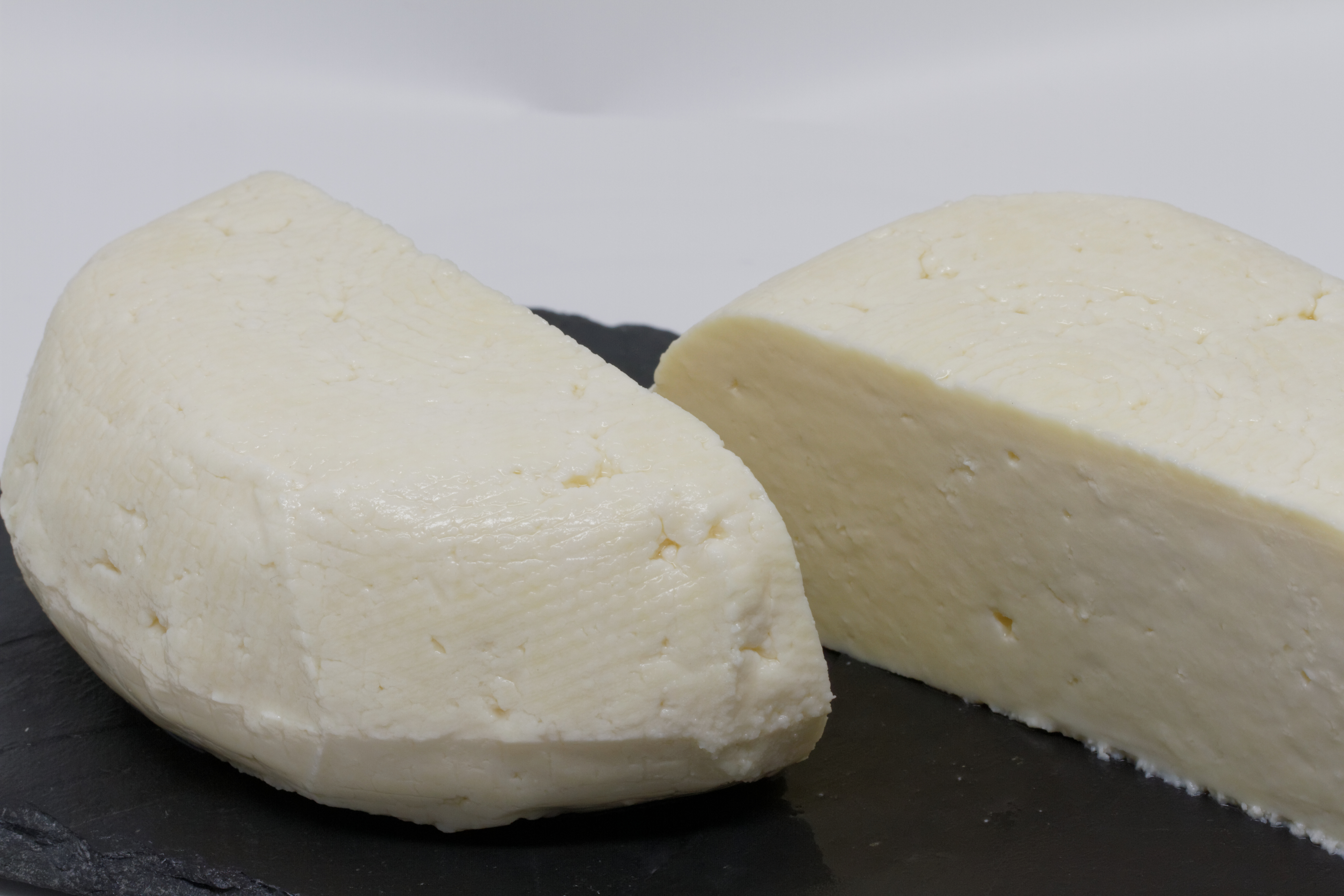
파넬라 치즈

파넬라 치즈(Panela cheese) 또는 케소 파넬라(Queso panela)는 저온 살균된 우유로 만든 멕시코에서 흔히 볼 수 있는 생치즈이다. 케소 카나스타(queso canasta) 또는 케소 데 라 카나스타(queso de la canasta)라고도 불리며, 그리스어로 바구니 치즈를 뜻하는 단어에서 유래했다. 이 치즈는 인도 치즈 파니르와도 유사하다.
파넬라 치즈는 다른 치즈들과 마찬가지로, 잘게 부순 형태로 장식이나 속재료로 자주 사용된다. 또한, 모양이 잘 유지되고 쉽게 녹지 않기 때문에 튀겨서 먹는다. 열을 가하면 부드러워지지만, 다른 치즈처럼 끈적끈적한 질감으로 녹지 않고 원래 모양을 그대로 유지한다. 엔칠라다, 타코, 노팔 샐러드, 케사디야 등 다양한 멕시코 음식에 사용된다.
파넬라 치즈는 지역적 차이와 숙성도에 따라 다양한 종류가 있다. 그중에서도 특히 주목할 만한 지역 품종은 상록수림이 우거진 산악 마을 타팔파의 파넬라이다.

## 같이 보기
- 흰 치즈